# Mikołaj Czapliński
Mikołaj Czapliński (* 11. August 2000 in Płock) ist ein polnischer Handballspieler.

## Karriere

### Verein
Mikołaj Czapliński lernte das Handballspielen in seiner Heimatstadt bei Wisła Płock. Ab 2017 spielte der 1,86 m große Linksaußen mit der zweiten Mannschaft in der zweiten polnischen Liga, wo er in 26 Spielen 133 Tore erzielte. Ab 2019 lief er in der PGNiG Superliga Mężczyzn auf, wo er mit Płock 2020, 2021 und 2022 den zweiten Platz erreichte. 2022 feierte er mit dem Team den polnischen Pokalsieg. In der EHF European League erreichte die Mannschaft 2020/21 und 2021/22 das Halbfinale. Ab 2022 lief Czapliński auf Leihbasis für den spanischen Verein CB Torrelavega in der Liga ASOBAL auf. Im Sommer 2024 schloss er sich dem polnischen Erstligisten Wybrzeże Gdańsk an.

### Nationalmannschaft
In der polnischen Nationalmannschaft debütierte 
Czapliński ohne eigenes Tor bei der 26:30-Niederlage gegen Tunesien am 28. Dezember 2021 in Danzig. Bei der Europameisterschaft 2022 blieb er in seinem einzigen Einsatz gegen Deutschland ohne Treffer und belegte mit Polen den 12. Platz. Bei der Weltmeisterschaft 2025 warf er 19 Tore in sieben Spielen und belegte mit dem Team den 26. Platz.